# Corcoué-sur-Logne

Corcoué-sur-Logne este o comună în departamentul Loire-Atlantique, Franța. În 2009 avea o populație de 2,480 de locuitori.